# یامیین
یامیین (به اسپانیایی: Llamellín) یک شهرک در پرو است که در استان آنتونیو ریموندی واقع شده‌است. یامیین ۹۰٫۸۲ کیلومتر مربع مساحت و ۳٬۸۴۷ نفر جمعیت دارد.